# 로주냐바구

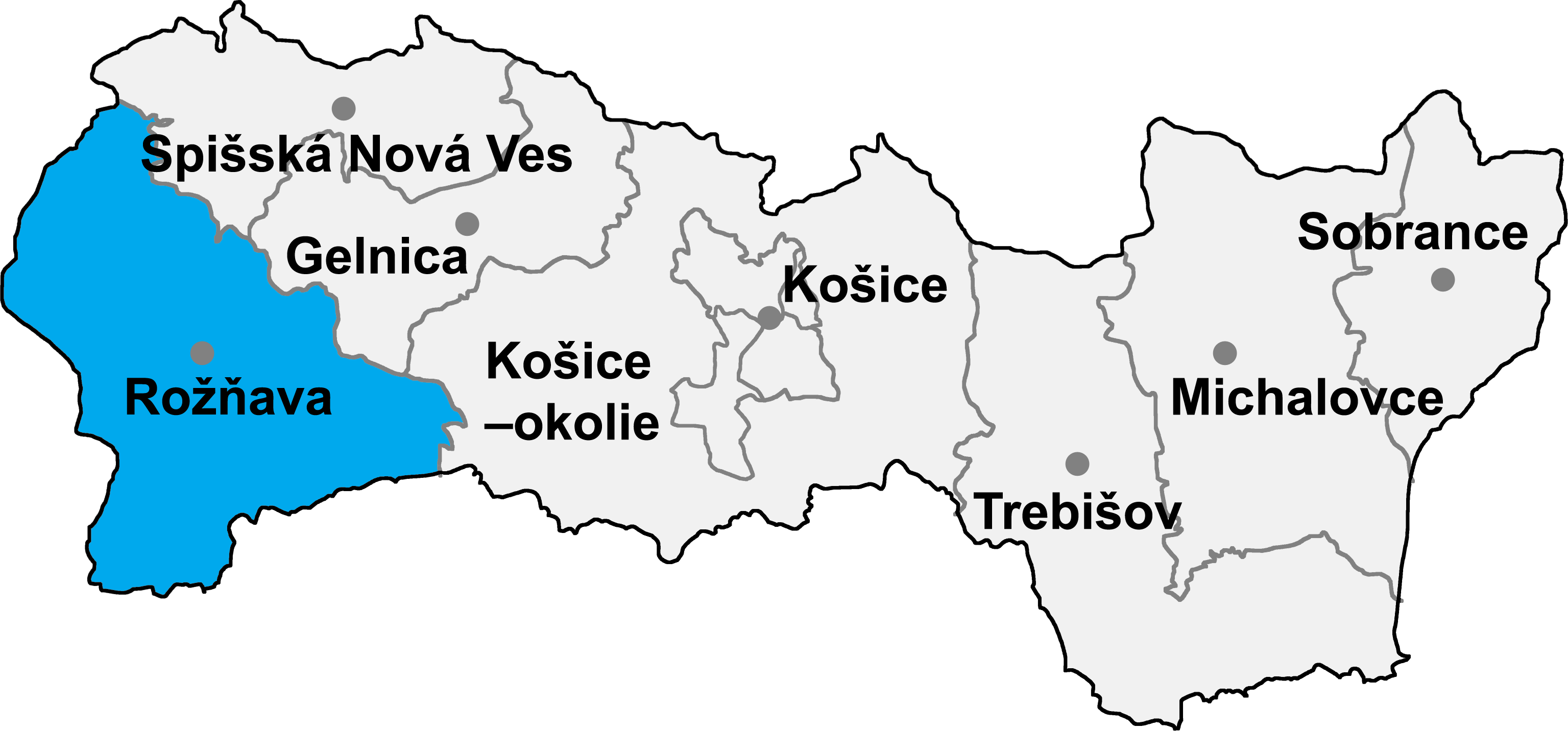
로주냐바구의 위치

로주냐바구(슬로바키아어: Okres Rožňava)는 슬로바키아 코시체주를 구성하는 11개 구 가운데 하나로 행정 중심지는 로주냐바이며 면적은 1,173.34km2, 인구는 62,877명(2014년 기준), 인구 밀도는 53.59명/km2이다.
코시체주 서부에 위치하며 62개 지방 자치체(2개 시, 60개 마을)를 관할한다. 서쪽으로는 반스카비스트리차주 레부차구, 북서쪽으로는 반스카비스트리차주 브레즈노구, 북쪽으로는 프레쇼우주 포프라트구, 북동쪽으로는 스피슈스카노바베스구, 동쪽으로는 겔니차구, 코시체오콜리에구와 접하며 남쪽으로는 헝가리와 국경을 접한다.